# Halle des Manifestations du Port
Pour les articles homonymes, voir La Halle.
La Halle des Manifestations du Port est une halle d'exposition de l'île de La Réunion, département d'outre-mer français du sud-ouest de l'océan Indien. Située au Port, elle accueille chaque année de nombreuses manifestations, dont la Foire internationale des Mascareignes. Son président-directeur général est Alain Séraphine.